# Florjan Lipuš
Florjan Lipuš (Lobning bei Bad Eisenkappel, 4 de maig de 1937) és un poeta i escriptor austríac que escriu exclusivament en eslovè. A vegades l'autor utilitza el pseudònim Boro Kostanek.

## Obra(tria)
- Črtice mimogrede, esbossos, 1964
- Zmote dijaka Tjaža, novel·la, 1972
- Odstranitev moje vasi, novel·la, 1983
- Jalov pelin, novel·la, 1985
- Stesnitev. Neogibni, a sumljivi opravki z zmedo., novel·la, 1995
- Srčne pege, novel·la, 1991
- Boštjanov let, novel·la, 2003
- Prošnji dan, novel·la, 1987[1]